# براونزبورگ (ایندیانا)
براونزبورگ (به انگلیسی: Brownsburg) یک شهرک در ایالات متحده آمریکا است که در شهرستان هندریکس، ایندیانا واقع شده‌است.
براونزبورگ ۴۰٫۸۷ کیلومتر مربع مساحت و ۲۱٬۲۸۵ نفر جمعیت دارد و ۲۶۸ متر بالاتر از سطح دریا واقع شده‌است.